# ランダム・ハーツ
『ランダム・ハーツ』（Random Hearts）は、1999年製作のアメリカ映画。シドニー・ポラック監督。

## あらすじ
ありふれた中年夫婦を悲劇が襲った。夫のヴァンデンブロック(ダッチ)は巡査部長で、その妻のペイトンは出版社に勤務していた。子宝には恵まれなかったが、夫婦仲は順調だった。ある日、いつものように出勤したダッチだったが、勤務中、マイアミ行きの飛行機が墜落したというニュースが入った。その時は気にもとめていなかったダッチだったが、帰宅後留守電に妻がマイアミに向かったという伝言を聞いて衝撃が走る。慌てて航空会社に問い合わあわせたが、死亡名簿には妻の名前は載っていなかった。しかし確かに留守電にはマイアミへ出張へ行くとの伝言が。妻が勤務していた出版社に問い合わせると、そんな出張はしていないと言う。納得のいかないダッチは、しつこく航空会社に問い合わせる。そこで身元が合わない二人の夫婦の遺体が見つかる。それは紛れもなく妻の変わり果てた姿であった。現実を受け入れられないダッチ。なぜこのようなことになったのか。なぜ妻は嘘をついたのか。一体この旅行の目的は何だったのか。懐疑心に駆られたダッチは詳しく調べを始めた。調査を進めた結果、どうやら旅行の目的は一緒の機に夫として搭乗していたチャンドラーという男と関係があるらしい。その妻ケイは下院議員で、次期選挙に向けて再選活動中の話題の政治家だった。ダッチは多忙の未亡人ケイの元を訪れて妻の旅行に隠された謎の解明に協力を求めたが、ケイはそれどころではないと申し出を断った。しかし、諦めきれないダッチは何度も繰り返しケイとの接触をし、妻の秘密を探ろうとする。

## 登場人物
ダッチ・ヴァン・デン・ブロック
演 - ハリソン・フォード
ワシントン市警・内務調査室巡査部長。子供はいない。
ケイ・チャンドラー
演 - クリスティン・スコット・トーマス
下院議員。父は政治家だが亡くなっている。職業柄もあってか普段は理知的だが、辟易した場合などには率直な言動も見られる。急死した夫の裏切りの事実は疑いようがなく、愕然とするが、自らの選挙運動中でもあり、敵陣営にスキャンダルとして悪用されることを懸念して、不倫の実態の追求への深入りを避けようとする。
アルシー
演 - チャールズ・S・ダットン
刑事。ダッチの相棒。
ウェンディ・ジャッド
演 - ボニー・ハント
ケイの友人でジョギングを共にする仲。ケイの政治活動にも協力している。既婚者だが、初登場の場面で不倫願望を口にしており、その後、過去に不貞を働いていたことが明らかになる。
ジョージ・ボーフォート
演 - デニス・ヘイスバート
刑事。汚職に手を染めており、ダッチたちの捜査対象となる。既婚者。
カール・ブロマン
演 - シドニー・ポラック
ケイの陣営に新たに迎えられた、メディア対応担当者。ケイの肝っ玉の太さを買っている。演説の表現力にこだわる性分。既婚者だが、彼の行状に問題があり、妻とは円満ではないことを自ら仄めかしている。
トルーマン・トレイナー
演 - リチャード・ジェンキンス
ケイの選挙陣営幹部。陣営内では古参のようで、身内びいきな性格ではなく、現実的な観点から敵候補が有利になりつつある情勢について、率直に仲間に物申す。
ペイトン・ヴァン・デン・ブロック
演 - スザンナ・トンプソン
ダッチの妻。出版社勤務。父親は存命しており、気象庁を信頼しているとのこと。実はカレンと不倫しており、偽名を騙って彼との不倫旅行に出かけるが、飛行機事故に遭い亡くなる。
カレン・チャンドラー
演 - ピーター・コヨーテ
ケイの夫。ペイトンと不倫して旅行に出かけるが、飛行機事故に遭い亡くなる。職業は弁護士。その死後、ペイトンとの関係以前にも不倫相手がいたことが発覚しており、生前の奔放すぎる私生活が妻の知るところとなっていた。
ジェシカ・チャンドラー
演 - ケイト・マーラ
ケイとカレンの娘。愛称はジェシー。15歳。ちなみに誕生日は父の亡くなった日の近く。アントーバーの寄宿学校に通っている。ケイによると父親を慕っていた。しかし、父が急死したうえ、その父が生前の不倫で母や自分を裏切っていたことを察知し、些かヒステリックな言動を見せる。
ジャニス
ダッチの同僚。
キャシー
ダッチの同僚。
マーヴィン
酒場の店主。無免許営業をしている小悪党。その弱みからジョージに強請られてかなりの金を巻き上げられ、耐えきれなくなって事件を起こす。後に殺害され、ダッチ達はジョージに殺害されたと推測する。
サラ
ペイトンの同僚。
モリー・ロール
デザイナーズ・ウェアの売り場主任。ペイトンの仕事仲間。
ドライカー
デザイナーズ・ウェアの売り場責任者。ペイトンと仕事で関わる立場で、職権上出張について把握していることから、ペイトンが仕事でフロリダに飛んだのではないことをダッチに素直に白状した。
フィリーズ・ボナパート
演 - リネ・シグペン
サザン航空の一員。
ドットソン
サザン航空の一員。
ディック・モントーヤ
演 - ポール・ギルフォイル
サザン航空の一員。ケイに夫の死について報告する。
アリス
ジョージの妻。殺人容疑をかけられたジョージを庇う。
リチャード・ジャッド
演 - ディラン・ベイカー
ウェンディの夫。ケイとも知り合い。
ヴァーノン
バーの店員。

## キャスト
| 役名                             | 俳優                             | 日本語吹き替え | 日本語吹き替え | 日本語吹き替え |
| 役名                             | 俳優                             | ソフト版       | 日本テレビ版   |                |
| -------------------------------- | -------------------------------- | -------------- | -------------- | -------------- |
| ダッチ・ヴァン・デン・ブロック   | ハリソン・フォード               | 磯部勉         | 村井国夫       |                |
| ケイ・チャンドラー               | クリスティン・スコット・トーマス | 高島雅羅       | 戸田恵子       |                |
| アルシー                         | チャールズ・S・ダットン          | 立木文彦       | 佐々木誠二     |                |
| ウェンディ・ジャッド             | ボニー・ハント                   | さとうあい     | 唐沢潤         |                |
| ジョージ・ボーフォート刑事       | デニス・ヘイスバート             | 中田和宏       | 中田和宏       |                |
| カール・ブロマン                 | シドニー・ポラック               | 稲葉実         | 小林勝彦       |                |
| トルーマン・トレイナー           | リチャード・ジェンキンス         | 城山堅         | 坂部文昭       |                |
| ディック・モントーヤ             | ポール・ギルフォイル             | 伊藤栄次       | 石塚運昇       |                |
| カレン・チャンドラー             | ピーター・コヨーテ               | 内田直哉       | 内田直哉       |                |
| ペイトン・ヴァン・デン・ブロック | スザンナ・トンプソン             |                |                |                |
| フィリーズ・ボナパート           | リネ・シグペン                   |                |                |                |
| リチャード・ジャッド             | ディラン・ベイカー               |                |                |                |
| モリー・ロール                   | スーザン・フロイド               |                |                |                |
| マービン                         | ビル・コッブス                   |                | 小山武宏       |                |
| ジェシカ・チャンドラー           | ケイト・マーラ                   |                |                |                |
| シャラ・マムフォード             | アリアナ・トーマス               |                |                |                |

- ソフト版 - 2000年5月26日 VHS・DVD発売

翻訳：栗原とみ子、演出：岩見純一
- 日本テレビ版 - 初放送2003年6月20日 『金曜ロードショー』(21:03-23:09)※15分拡大

※地上波での再放送時の本編は約91分で初回放送より大幅にカットされている。
翻訳：筒井愛子、演出：福永莞爾